# Rudolf Höß
Rudolf Franz Ferdinand Höß (más írásmóddal Höss vagy Hoess, fonetikusan: hœs) (Baden-Baden, 1901. november 25. – Auschwitz I., 1947. április 16.) német SS-alezredes (SS-Obersturmbannführer), 1940. május 4. és 1943 novembere között a hírhedt auschwitzi koncentrációs tábor parancsnoka, ahol emlékiratai szerint szerint 2,5-3 millió  embert öltek meg. Höß 1922-ben lépett be a náci pártba és 1934-től lett SS-tag. A második világháborút követően kiadták Lengyelországnak, ahol 1947-ben kötél általi halálra ítélték és kivégezték.

## Fiatalkora
Höß Baden-Badenben született mélyen vallásos, katolikus családban, bár később feladta egyházhoz tartozását. Anyjával, Lina Speckkel és apjával, Franz Xaver Hößszel és két húgával élt. 1901. december 11-én keresztelték, Rudolf Franz Ferdinand névre. Saját önéletrajzi visszaemlékezései szerint magányos gyerek volt, akinek nemigen akadtak játszótársai. Állítása szerint gyerekkorában cigányok egyszer kis híján elrabolták. Apja, aki korábban katonatisztként Német Kelet-Afrikában szolgált, katonai szigorral a keresztény tanok betartására nevelte. Mivel fiát papi hivatásra szánta, Höß úgy nőtt fel, hogy szinte fanatikusan hitt az erkölcsi értelemben vett kötelesség meghatározó szerepében. Életének korai szakában komoly jelentősége volt a bűnnek, és a bűnért való vezeklésnek. Kamaszként szembefordult vallásosságával, miután egy pap beszámolt édesapjának arról, amit Höß bűneként meggyónt. Az apja nem sokkal ezt követően meghalt, Höß pedig a papi hivatás helyett a katonai pályát választotta.
Az első világháború kitörését követően rövid ideig egy katonai kórházban szolgált, majd 14 éves korában áthelyezték a német hadsereg 21. dragonyos ezredébe, amelyben korábban apja és nagyapja is harcolt. 15 évesen az ottomán hatodik hadsereggel harcolt Bagdadban, Kut-el-Amarában és Palesztinában. 17 évesen, mialatt Törökországban állomásozott, előléptették hadnaggyá, ezzel ő lett a német hadsereg legfiatalabb tisztje. Háromszor is megsebesült, és maláriában is megbetegedett. Kitüntették többek között az ottomán Gallipoli-csillaggal, és a német Vaskereszt első és második osztályával. Rövid ideig egy lovas egység parancsnokaként is szolgált.
A háború után Höß befejezte középiskolai tanulmányait, majd csatlakozott az éppen megalakult nacionalista szabadcsapatokhoz, először az ún. Kelet-Porosz Önkéntes Hadtesthez, majd a Freikorps Roßbach nevezetű szervezethez, amelynek tagjaként gerillatámadásokat hajtott végre lengyelek ellen a sziléziai felkelések során, illetve a Ruhr-vidéket megszálló francia erők ellen.

## A náci pártban
Höß 1922-ben hivatalosan is kivált a katolikus egyházból és Hitler egyik müncheni beszédét hallva belépett a náci pártba, amelyben a 3240-es számú tag lett. Egy évvel később, 1923. május 31-én Mecklenburgban Hitler későbbi titkárának, Martin Bormann-nak az utasítására Höß és a Freikorps más tagjai agyonvertek egy helyi tanárt, Walter Kadowot, akiről azt gyanították, hogy elárulta a francia megszálló erőknek, hogy Höß társa, Albert Leo Schlageter titokban szabotálta utánpótlási útvonalaikat, amiért Schlagetert letartóztatták és 1923. május 26-án kivégezték. Még abban az évben a gyilkosság egyik résztvevője az egyik újságnak elárulta a bűntény részleteit, majd ezt követően Hößt mint a csoport vezetőjét letartóztatták. Bár Höß később azt állította, hogy nem ő volt megbízva a csoport vezetésével, vállalta a felelősséget. Bűnösnek találták és 1924 májusában 10 év börtönbüntetésre ítélték, amit egy brandenburgi börtönben kezdett meg letölteni. Bormannt szintén elítélték, egy év börtönbüntetést kapott.

Höß 1928 júliusában kiszabadult és egy földművelést szorgalmazó nacionalista mozgalomnak (Artam Szövetség) köszönhetően földet kapott. 1929. augusztus 17-én megnősült, feleségét, Hedwig Henselt (1908–1989) e mozgalomban ismerte meg. 1930 és 1943 között öt gyermekük született, két fiuk és három lányuk: Ingebrigitt, Klaus, Hans-Rudolf, Heidtraut és Annegret.

## Az SS-ben
A hivatalos SS-iratok alapján Höß 1933. szeptember 20-án lépett be a szervezetbe mint jelölt (Anwärter), a háború utáni önéletrajzában azonban azt írta, 1934-ben lett rendes SS-tag. „1934 júniusában Himmler megkért, hogy legyek az SS tagja” – írta. Höß először 1929-ben találkozott Himmlerrel, aki nagy hatással volt rá. Annyira tisztelte, hogy számára minden szava szentnek számított, és még az irodájában is az ő képét tette ki, nem pedig Hitlerét. Még a belépés évében az SS ún. halálfejes egységeihez (SS-Totenkopfverbände) csatlakozott és decemberben kinevezték a dachaui koncentrációs tábor blokkvezetőjének (Blockführer). Ottani mentora Theodor Eicke volt. Höß teljesítményével feljebbvalói elégedettek voltak, és előléptetését javasolták. 1938 augusztusában századossá (SS-Hauptsturmführer) léptették elő és áthelyezték a sachsenhauseni koncentrációs táborba, ahol Hermann Baranowskinak parancsnok segédtisztje (adjutánsa) lett. 1939-ben belépett a Waffen-SS-be.

Önéletrajzában azt írta, hogy nem szívesen nézte végig a foglyok fizikai fenyítéseit, ugyanakkor az első kivégzés, aminek szemtanúja volt nem viselte meg lelkileg, aminek utólag sem tudta az okát. Blokkvezetőként igyekezett elkerülni a nyilvános fenyítéseken való részvételt.

## Auschwitz parancsnokaként
1940. május 1-jén kinevezték egy dél-lengyelországi leendő fogolytábor parancsnokává. A tábort egy régi osztrák-magyar kaszárnya körül alakították ki a lengyel Oświęcim város (német nevén Auschwitz) mellett. Höß három és fél éven keresztül volt a tábor parancsnoka, ez idő alatt jelentősen bővítette az eredeti létesítményt. Azt az utasítást kapta, hogy hozzon létre egy tízezer fő befogadására képes tábort a jó állapotban megmaradt épületegyüttesből. Elszántan érkezett Auschwitzba, azzal a szándékkal, hogy egy hatékonyabban működő tábort hozzon létre azoknál, mint amikben korábban Dachauban és Sachsenhausenben szolgált. Höß a feleségével és gyermekeivel Auschwitzban, egy félreeső házban lakott.
A láger első lakói lengyelek illetve szovjet hadifoglyok voltak, előbbiek között akadtak földművesek éppúgy, mint értelmiségiek. Auschwitz valójában több különálló táborból állt, Auschwitz I, Auschwitz II-Birkenau és Auschwitz III-Monowitz mellett több kisebb altábor is hozzá tartozott. A teljes komplexum egy körülbelül 8000 hektár nagyságú területen helyezkedett el, amit a helyi lakosoktól teljesen megtisztítottak és lezártak. Auschwitz I volt a tábor adminisztrációs központja, Auschwitz II-Birkenau megsemmisítő tábor volt, a tömeggyilkosságok zömét itt követték el, míg Auschwitz III-Monowitz munkatábor volt, melyben a foglyok az I.G. Farbennek és más német vállalatoknak végeztek rabszolgamunkát.
Höß későbbi tanúvallomása szerint 1941 júniusában Himmler magához hívatta Berlinbe, hogy személyes parancsot adhasson neki. Himmler elmondta, hogy Hitler elrendelte a teljes európai zsidóság megsemmisítését, amire Himmler az auschwitzi tábort szemelte ki, mivel jó vasúti összeköttetésekkel bírt és a rendelkezésre álló nagy földterülete alkalmassá tette arra, hogy elzártan működtessék. Himmler felvilágosította Hößt, hogy a művelettel kapcsolatos további utasításokat Adolf Eichmanntól fogja kapni, ezenkívül kihangsúlyozta, hogy a művelet „szigorúan titkos birodalmi ügy”, ami a gyakorlatban azt jelentette, hogy halálbüntetés terhe mellett senkinek nem beszélhetett róla. Vallomásában azt állította, hogy egyszer szegte csak meg a fogadalmát, amikor 1942 végén az egyre gyanakvóbbá váló felesége előtt felfedte a tábor valódi funkcióját.
1941. szeptember 3-án, miután korábban meglátogatta a treblinkai haláltábort, hogy tanulmányozza a tömeggyilkolási módszereket, komoly kísérletekbe és fejlesztésekbe kezdett Auschwitzban, ami később a leghatékonyabb táborrá vált ezen a téren, és ezzel a holokauszt borzalmainak egyik legfőbb szimbóluma lett. Höß elmondásai alapján egy átlagos műveleti időszakban napi 2-3, egyenként kb. 2000 foglyot szállító vonat érkezett a táborba 4-6 héten keresztül. A foglyokat a birkenaui táborban szállították le a vonatról, a munkaképesnek ítélt rabokat Birkenauban vagy más táborokban helyezték el, míg a munkaképteleneket; gyermekeket, öregeket, betegeket gázkamrákba küldték. Eleinte kicsi, az erdőbe épített bunkereket használtak erre a célra, hogy elkerüljék a feltűnést. Később négy nagy gázkamra illetve krematórium épült Birkenauban, hogy még hatékonyabbá tegyék a gyilkolást és el tudják látni a növekvő mértékű népirtás támasztotta igényeket.
Höß finomította a Treblinkában látott módszereket, a gázkamrák tízszer nagyobbak voltak, így 200 helyett 2000 embert tudtak egy időben megölni. Nürnbergi vallomásában így fogalmaz:

„A treblinkai módszerekkel szemben tettünk még egy javító intézkedést, ez abban állt, hogy a treblinkai áldozatok csaknem mindig tudták, hogy pusztulás vár rájuk, míg Auschwitzban megpróbáltuk becsapni az áldozatokat, elhitetve velük, hogy tetvetlenítésre visszük őket. Némelykor persze felismerték valódi szándékainkat, úgyhogy néhány alkalommal lázongások törtek ki, és bizonyos nehézségeink támadtak. Az asszonyok gyakran ruháik alá rejtették gyermekeiket. De ha a gyermekeket megtaláltuk, természetesen továbbítottuk és megöltük őket.”

Hößék az elgázosításhoz hidrogén-cianidot használtak, amit a Zyklon–B rovarirtószerből nyertek, miután helyettese, Karl Fritzsch „sikeresen” tesztelte a módszert orosz hadifoglyokon, 1941-ben. Tanúvallomásában azt állította, hogy a korábban máshol alkalmazott szén-monoxidot nem tartotta kellően hatékonynak. Elmondása szerint a Zyklon-B-t kis nyílásokon át juttatták a gázkamrákba, és az áldozatok 3-15 perc alatt haltak meg a képződő gáztól, amit az is jelzett, hogy azok abbahagyták a sikítozást a gázkamrákban.
Höß így magyarázta, hogyan öltek meg 10 000 embert 24 óra leforgása alatt:

„Technikailag nem volt nehéz, ennél nagyobb tömegeket is kiirthattunk volna. Maga a gyilkolás volt a leggyorsabb lépés. 2000 embert is megölhettünk fél óra alatt, igazából a tetemek elégetése tartott sokáig. A gyilkolás könnyű volt, még őrökre se volt szükség, hogy betereljük őket a kamrákba, egyszerűen bementek maguktól mivel azt hitték, zuhanyozni visszük őket, majd víz helyett gázt engedtünk rájuk. Az egész folyamat gyorsan ment.”

Höß azt vallotta, hogy Himmler 1942-ben személyesen is megjelent Auschwitzban és végignézett egy teljes megsemmisítési folyamatot. Höß szerint Eichman gyakran tett látogatásokat Auschwitzban, hogy felügyelje az ott folyó „munkát”.
A nürnbergi perre készített írásbeli tanúvallomásában azt állította, hogy a helyi lakosság tudott a megsemmisítésekről.

„Ezeket a megsemmisítéseket titokban akartuk végrehajtani, de a szakadatlan hullaégetésből származó, émelygést okozó bűz az egész környéket áthatotta, és a környező községekben minden ember tudta, hogy Auschwitzban megsemmisítések folynak.”

## Auschwitz után
1943. november 10-én leváltották, az új parancsnok Arthur Liebehenschel lett, akivel tulajdonképpen pozíciót cseréltek. Hößt kinevezték az SS Gazdasági Adminisztrációs Főhivatal (SS-Wirtschafts-Verwaltungshauptamt) D1 részlegének az igazgatójává, egyben a koncentrációs táborokat felügyelő Richard Glücks helyettese is lett.
1944. május 8-án Höß visszatért Auschwitzba, hogy felügyelje azt a műveletet (Höss-akció), amely során 1944 májusa és júliusa között, 56 nap alatt mintegy 430 000 magyarországi zsidót szállítottak Auschwitzba, és öltek meg. Még a Höß által korábban bővített létesítmény sem volt képes ennyi holttestet megsemmisíteni, több ezer tetemet a szabadban ásott gödrökben voltak kénytelenek elégetni. Nyiszli Miklós számos, általa ebben az időszakban észlelt kegyetlenkedést leírt Orvos voltam Auschwitzban című könyvében.

## Elfogása, pere, kivégzése

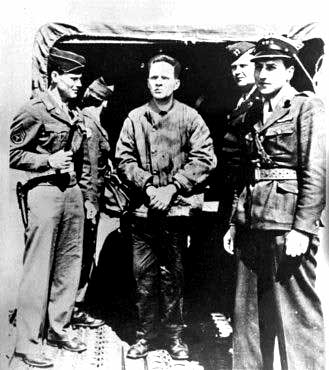
Elfogása után szövetséges katonák között

A háború utolsó napjaiban Himmler azt javasolta neki, hogy a német hadseregben próbáljon elbújni. Franz Lang néven eleinte a haditengerészet kötelékében bujkált, elmondása szerint sokáig tartott magánál cianidkapszulát, de végül inkább úgy döntött, nem lesz öngyilkos, hanem kivárja az eseményeket. Mivel papírjain hivatásaként a földműves szerepelt, a munkaügyi hivatal egy flensburgi farmra küldte dolgozni. Majdnem egy teljes éven keresztül sikerült elkerülnie a letartóztatást, míg végül 1946. március 11-én a brit csapatok elfogták. Elmondása szerint a méregkapszulája mindössze két nappal az elfogása előtt tört össze. A felesége buktatta le a britek előtt, mivel attól félt, hogy fiukat, Klaust kiadták volna a Szovjetuniónak, ahol bebörtönözték és/vagy megkínozták volna. A „brit” vallatások és bántalmazások után (ekkorra a katonák tisztában voltak Höß rémtetteivel) felfedte valós személyazonosságát. A Hößt elfogó brit egység parancsnoka egy Berlinből Angliába menekült német zsidó, Hanns Alexander volt. Eleinte Höß tagadta a személyazonosságát, azonban Hanns felfigyelt a jegygyűrűjére és követelte, hogy Höß adja azt át neki. Höß azt állította, hogy nem tudja levenni, amikor azonban Hanns azzal fenyegette, hogy levágja az ujját, átadta a gyűrűt, aminek belsejébe a Rudolf és a Hedwig nevek voltak gravírozva.
Rudolf Höß 1946. április 15-én jelent meg a nürnbergi per bírósága előtt, ahol részletesen beszámolt az általa elkövetett bűnökről. Ernst Kaltenbrunner ügyvédje, dr. Kauffman idézte be a védelem tanújaként. Höß Nürnbergben írt vallomása később bizonyítékként szerepelt Oswald Pohl és az I.G. Farben pereiben is.
Idézet Rudolf Höß írásbeli tanúvallomásából:

„Auschwitzban 1943. december 1-ig parancsnokoltam, és becslésem szerint legkevesebb két és félmillió áldozatot végeztek és irtottak ott ki gázzal és elégetéssel, s legalább félmillió halt meg éhínségben és betegségben, azaz körülbelül hárommillió halottat tesz ki ez összesen. Ez a fogolyként Auschwitzba küldött összes személyeknek körülbelül 70-80%-a. A többit kiválogatták és a koncentrációs tábor üzemeiben rabszolgamunkára alkalmazták. A kivégzett és elégetett emberek között körülbelül 20 000 orosz hadifogoly volt. (Ezeket korábban a Gestapo emelte ki a hadifoglyok börtöneiből.) Ezeket az oroszokat Auschwitzban kiszolgáltatták a Wehrmacht-transzportoknak, amelyeket a Wehrmacht reguláris tisztjei és legénysége vezettek. A többi áldozat körülbelül 100 000 német zsidó, és nagyszámú holland, francia, belga, lengyel, magyar, csehszlovák, görög és más országbeli lakos, többnyire zsidók. Egyedül Auschwitzban 1944 nyarán körülbelül 400 000 magyarországi zsidót végeztünk ki.”

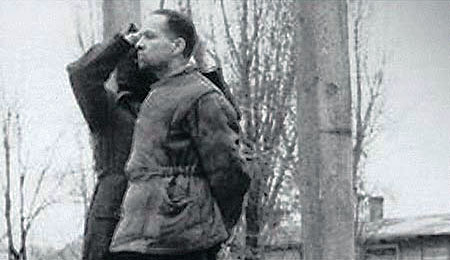
Kivégzése előtt néhány másodperccel

1946. május 25-én átadták a lengyel hatóságoknak, akik tömeggyilkosság vádjával bíróság elé állították. Pere 1947. március 11-től 29-ig tartott. Amikor a bíróságon három és fél millió ember meggyilkolásával vádolták, Höß dühösen megjegyezte, hogy „Nem. Csak két és félmilliót, a többi betegségben és éhezéstől halt meg.” 1947. április 2-án kötél általi halálra ítélték, az ítéletet az I. auschwitzi tábor krematóriuma előtt hajtották végre, 16-án.

## Önéletrajza
Höß a kivégzése előtt írta meg részletes önéletrajzát, mely először 1951-ben lengyel nyelven jelent meg Wspomnienia (Emlékezés) címmel, majd 1958-ban németül is kiadták Kommandant in Auschwitz címen, utóbbit később angolra is lefordították, magyarul 2017-ben jelent meg Auschwitz parancsnoka voltam címmel. A francia író, Robert Merle 1952-ben megjelent Mesterségem a halál (franciául: La mort est mon métier) című regénye Rudolf Höß életén alapul.

### Magyarul
- Auschwitz parancsnoka voltam. Rudolf Höss emlékiratai; közread. Martin Broszat, ford. Kajtár Mária; Jaffa, Bp., 2017

## Fordítás
- Ez a szócikk részben vagy egészben  a   Rudolf Höss című angol Wikipédia-szócikk ezen változatának fordításán alapul.  Az eredeti cikk szerkesztőit annak laptörténete sorolja fel. Ez a jelzés csupán a megfogalmazás eredetét és a szerzői jogokat jelzi, nem szolgál a cikkben szereplő információk forrásmegjelöléseként.